# Báo cáo thường niên

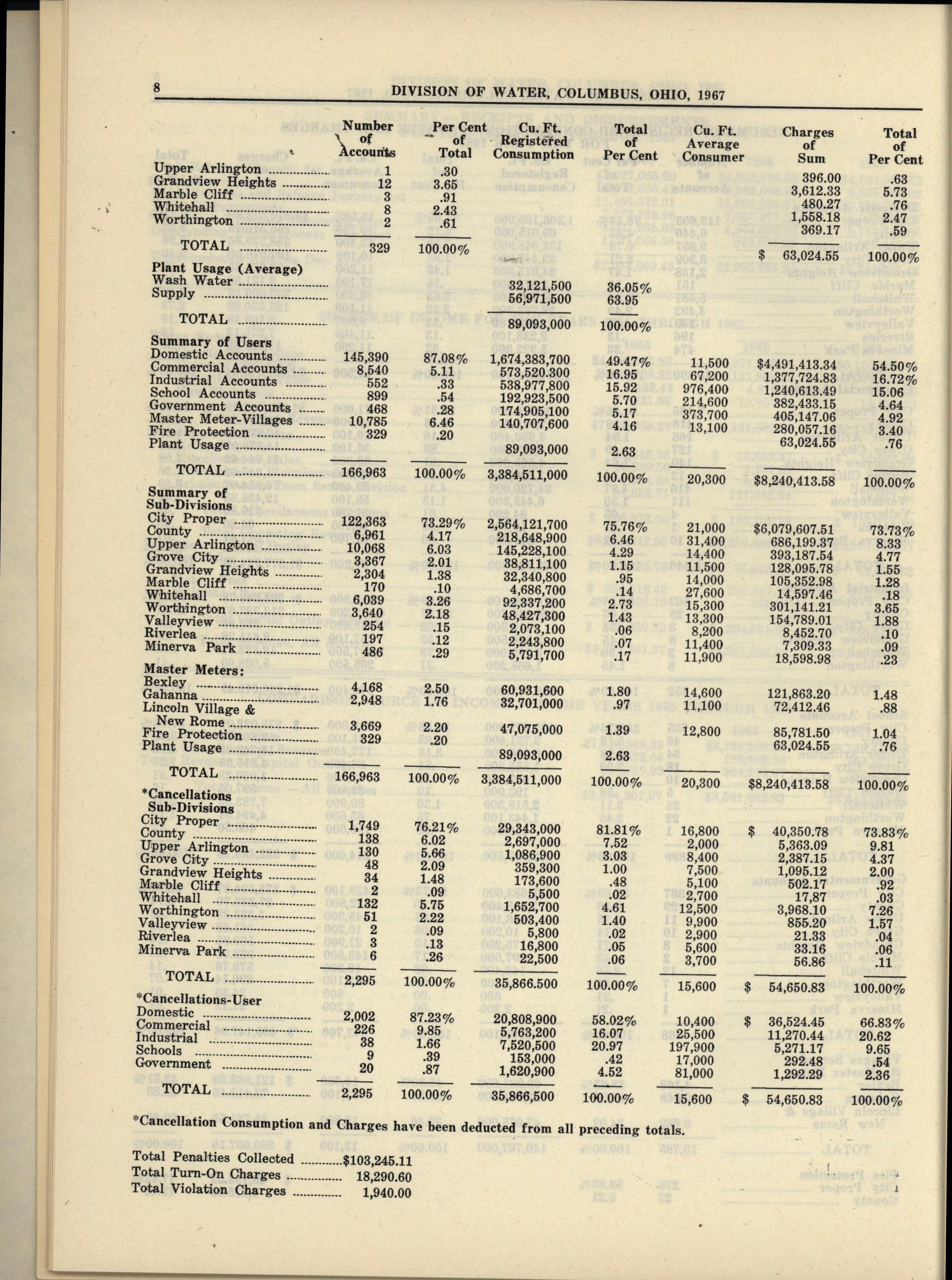
Một bản báo cáo thường niên

Báo cáo thường niên (Annual report) là một bản báo cáo toàn diện về các hoạt động của công ty trong suốt một năm trước đó (thời điểm ban hành báo cáo). Báo cáo thường niên nhằm mục đích cung cấp cho cổ đông và những người quan tâm khác thông tin về hoạt động và kết quả tài chính của công ty. Hầu hết các khuôn khổ pháp lý đều yêu cầu các công ty chuẩn bị và công bố báo cáo hàng năm, và nhiều quy định pháp lý yêu cầu báo cáo hàng năm phải được nộp tại cơ quan đăng ký của công ty, các cơ quan quản lý nhà nước về doanh nghiệp. Các công ty niêm yết trên sàn giao dịch chứng khoán cũng được yêu cầu báo cáo định kỳ thường xuyên hơn (tùy thuộc vào các quy định của sàn giao dịch chứng khoán liên quan). 

## Nội dung
Các bản báo cáo thường niên điển hình có thể bao gồm:
- Thông tin chung (tổng quan) về công ty
- Đánh giá hoạt động và tài chính
- Báo cáo điều hành (Director's report) là báo cáo kết quả hoạt động sản xuất kinh doanh và điều hành của Tổng Giám đốc và Ban Điều hành Công ty
- Thông tin Quản trị doanh nghiệp
- Báo cáo của Chủ tịch Hội đồng quản trị về công tác quản trị công ty trong năm
- Báo cáo của kiểm toán viên
- Tính bền vững và thông tin ESG
- Báo cáo bền vững thường niên (Green annual report)
- Nội dung: thông tin không được chỉnh sửa kiểm toán
- Báo cáo tài chính (Financial statement) bao gồm:
  - Báo cáo kết quả kinh doanh (Income statement) còn được gọi là Báo cáo lãi lỗ (Profit and loss statement)
  - Bảng cân đối kế toán (Balance sheet) còn được gọi là Báo cáo tình hình tài chính (Statement of Financial Position)
  - Báo cáo lưu chuyển tiền tệ (Cash flow statement)
  - Báo cáo biến động vốn chủ sở hữu (Statement of Changes in Equity)
- Thuyết minh báo cáo tài chính (Notes to the financial statements)
- Chính sách Kế toán
- Báo cáo đánh giá độc lập về đảm bảo chất lượng (Independent assurance statements)
- Các nội dung khác.

## Thuyết minh
Thông tin khác được cho là có liên quan đến các bên liên quan có thể được đưa vào, chẳng hạn như báo cáo về hoạt động của các công ty sản xuất hoặc báo cáo trách nhiệm xã hội của doanh nghiệp cho các công ty có hoạt động nhạy cảm với môi trường hoặc xã hội. Đối với các công ty lớn hơn, nó thường là một ấn phẩm bắt mắt, màu mè, bóng bẩy. Các chi tiết được cung cấp trong báo cáo sẽ giúp các nhà đầu tư hiểu được tình hình tài chính và định hướng tương lai của công ty. Báo cáo tài chính thường được lập tuân theo Chuẩn mực báo cáo tài chính quốc tế (IFRS) và/hoặc Các nguyên tắc kế toán được chấp nhận chung (AAP) trong nước, cũng như luật pháp trong nước. 
Tại Hoa Kỳ, một phiên bản báo cáo chi tiết hơn, được gọi là Form 10-K, được gửi tới Ủy ban Chứng khoán Hoa Kỳ. Một công ty đại chúng cũng có thể phát hành một phiên bản báo cáo thường niên hạn chế hơn nhiều, được gọi là "báo cáo tổng hợp". Báo cáo gói là Mẫu 10-K có bìa báo cáo hàng năm được bọc viền bìa. Năm 1903, US Steel xuất bản một báo cáo thường niên có độ chính xác tài chính được Price, Waterhouse & Co chứng nhận trong cái được gọi là báo cáo thường niên công ty hiện đại sớm nhất. Một số nhóm như The True Cost Of Chevron Network đã phát hành các báo cáo thường niên 'thay thế' như một cách để nêu bật sự hủy hoại môi trường và/hoặc vi phạm nhân quyền đang diễn ra do một công ty cụ thể thực hiện.